# Šartašské kamenné stany
Šartašské kamenné stany (rusky Шарташские каменные палатки) je název přírodní památky, která se nachází ve stejnojmenném parku ve městě Jekatěrinburgu, správním centru Sverdlovské oblasti Ruské federace. Důvodem ochrany žulové kamenné řady, připomínající další podobné skalní útvary  ve Sverdlovské oblasti, je geomorfologická, kulturně-historická a archeologická hodnota této lokality.

## Geografie
Skály se tyčí do výšky až 18 metrů na zalesněném návrší v městském parku mezi jekatěrinburským sídlištěm Vtuzgorodok (Втузгородок) a rozlehlým  Šartašským žulovým lomem (Шарташский гранитный карьер). Jihozápadní břeh jezera Šartaš je od skal vzdálený necelý jeden kilometr. Celé toto území, včetně jezera, které pokrývá plochu o rozloze 7,4 km² a jehož hladina dosahuje nadmořské výšky 275,6 metrů, náleží do povodí řeky Iseť. Nejvyšší bod skalní řady,  dlouhé přibližně 80 metrů, je v nadmořské výšce 299 metrů, čili se nachází o téměř 25 metrů výše, než je hladina nedalekého jezera.

### Geomorfologie a geologie
Z geomorfologického hlediska je území města Jekatěrinburgu součástí geomorfologického celku Střední Ural.

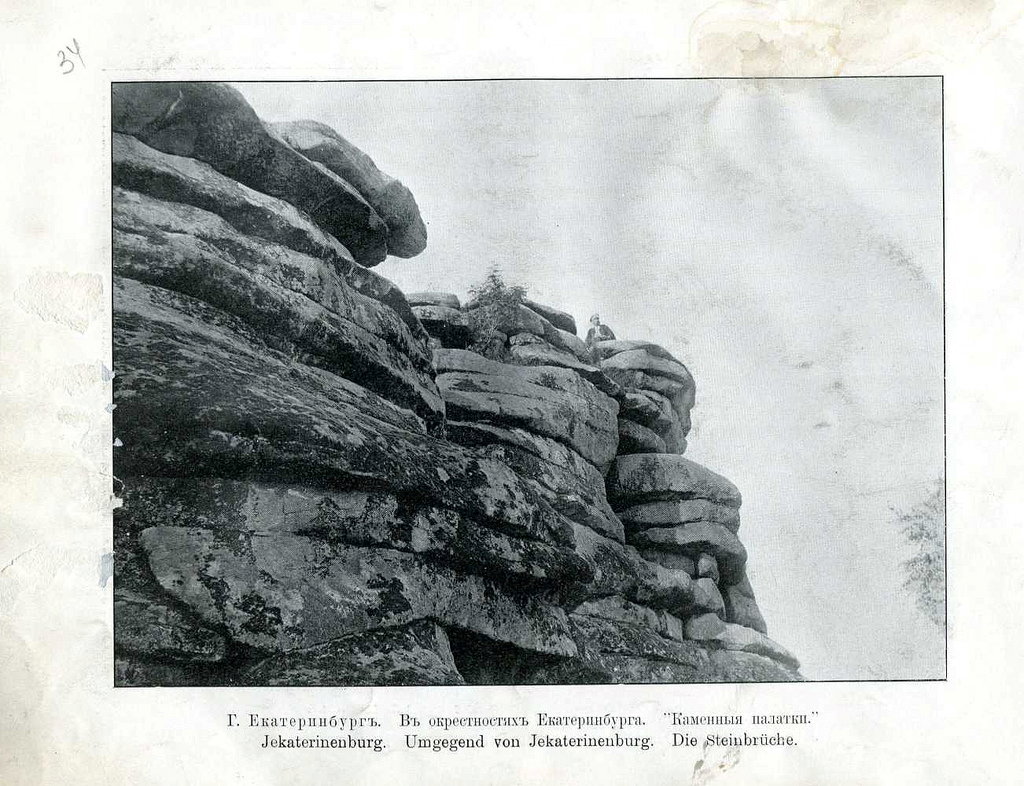
„Kamenné stany“ v okolí Jekatěrinburgu (foto Veniamin Metenkov, 1900)

Stáří horniny, která tvoří útvar Šartašské kamenné stany, je zhruba 300 milionů let. Dle geologické příslušnosti přírodní památka náleží do Šartašského žulového masívu (Шарташский гранитный массив). V oblasti Uralu je více podobných skalních útvarů, pojmenovaných  místními obyvateli „kamenné stany“ („каменные палатки“) – například mezi jižním předměstím Jekatěrinburgu a řekou Aramilkou, která je pravostranným přítokem Isetě, se nachází další svědecký vrch Šabrovské kamenné stany (Шабровские каменные палатки). Asi 25 km severozápadně od Jekatěrinburgu jsou v borových lesích poblíž obce Ajať (Аять) čtyři žulové skalní řady, nazývané Ajaťské kamenné stany (Аятские каменные палатки nebo Аятский Дыроватик), rovněž chráněné jako přírodní památka. Západně od Jekatěrinburgu mezi vsí Palkino a tratí Sverdlovské dráhy (Свердловская железная дорога) poblíž Palkinského rašeliniště a Hornoiseťského rybníka se nacházejí Palkinské kamenné stany (Палкинские каменные палатки).
Všechny zmíněné skalní útvary, z nichž nejznámější jsou Šartašské kamenné stany, jsou zpravidla tvořeny bochníkovitými, či přesněji (v souladu s místním pojmenováním) „matracovitými“ žulovými balvany, respektive žulovými deskami, položenými ve vrstvách nad sebou. Tyto tvary jsou způsobeny deskovitou odlučností magmatických hornin v důsledku mnohaletých procesů zvětrávání a eroze 

## Historie
První archeologický objevy na této lokalitě se podařily v roce 1889 místnímu lovci a zlatokopovi N. A. Ryžnikovovi (Н. А. Рыжников), který u skal vykopal keramické střepy, kamenné nástroje a zbraně. V následujících letech místo zkoumali další badatelé. První písemnou zprávu o skalách publikoval v roce 1896 Onisim Kler (Онисим Клер) pod názvem „Заметка о Шарташских каменных палатках“. Mj. zde vyslovil  mylnou domněnku, že skalní útvar byl uměle vybudován lidmi. K dalšímu omylu při bádání o historii skalního úvaru přispěla existence výrazné skalní mísy, která byla považována za dávné pohanské obětiště. Onisim Kler se také domníval, že skály mohly být útočištěm lupičů a psanců, protože až do 30. let 19. století byly obklopeny neprostupnými bažinami a lesy.
Během archeologických výzkumů bylo na území kolem Šartašských kamenných stanů i ve skalách samotných nalezeno na pět set různých předmětů - zlomky keramiky, kamenné nástroje, kamenné, kostěné a kovové hroty šípů, části náhrdelníku z horského křišťálu se stopami po vrtání, bronzové sošky, železný nůž, kousky listové mědi, opálené kosti, pozůstatky po tavení kovů a další.
Na přelomu 19. a 20. století skalám hrozil zánik, protože místní podnikatelé zde chtěli vybudovat kamenolom. Díky úsilí členů spolku Уральское общество любителей естествознания, zkráceně УОЛЕ (název lze přeložit jako „Uralská společnost milovníků přírodních věd“ či „Uralská společnost amatérských přírodovědců“) byl tento přírodní výtvor nakonec zachráněn.
Mezi roky 1905 až 1917 se u skal pravidelně konaly prvomájové srazy a další dělnická shromáždění, na nichž vystupoval mj. i představitel místních bolševiků Jakov Michajlovič Sverdlov. Tato skutečnost je důvodem, že lokalita je evidována také jako kulturně-historická památka.

## Galerie

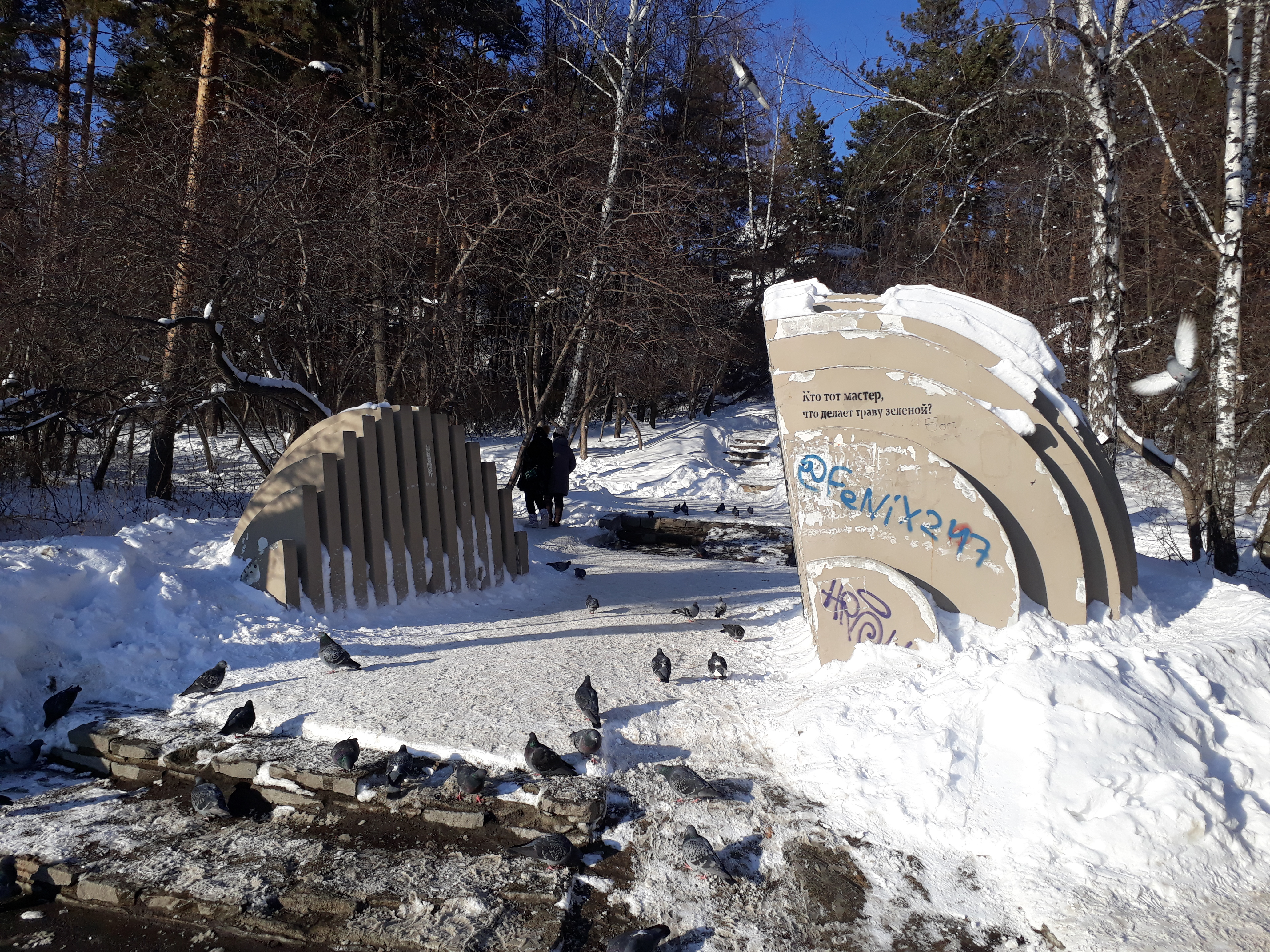
Vstupní brána na cestě ke skalám
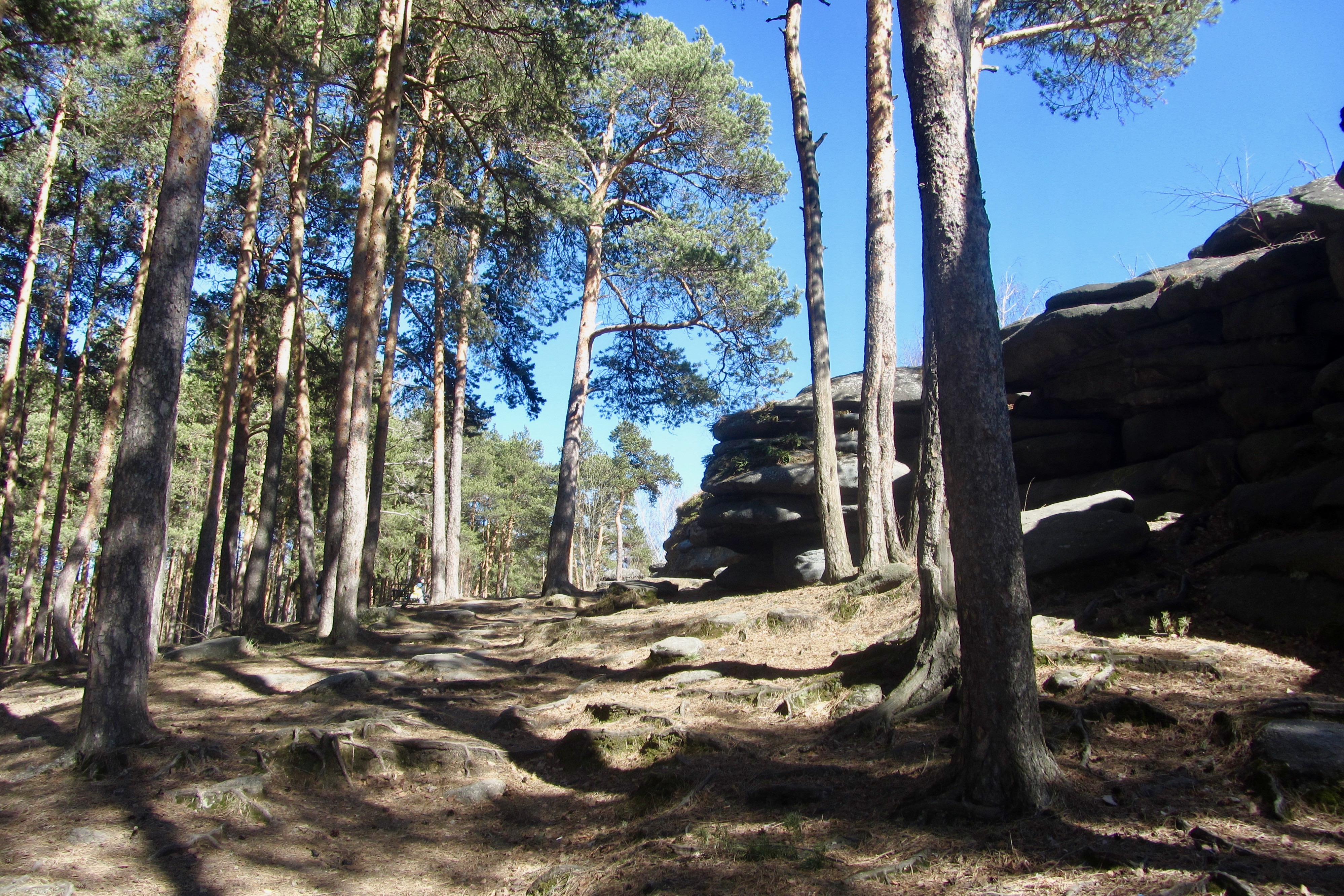
Návrší se skalami
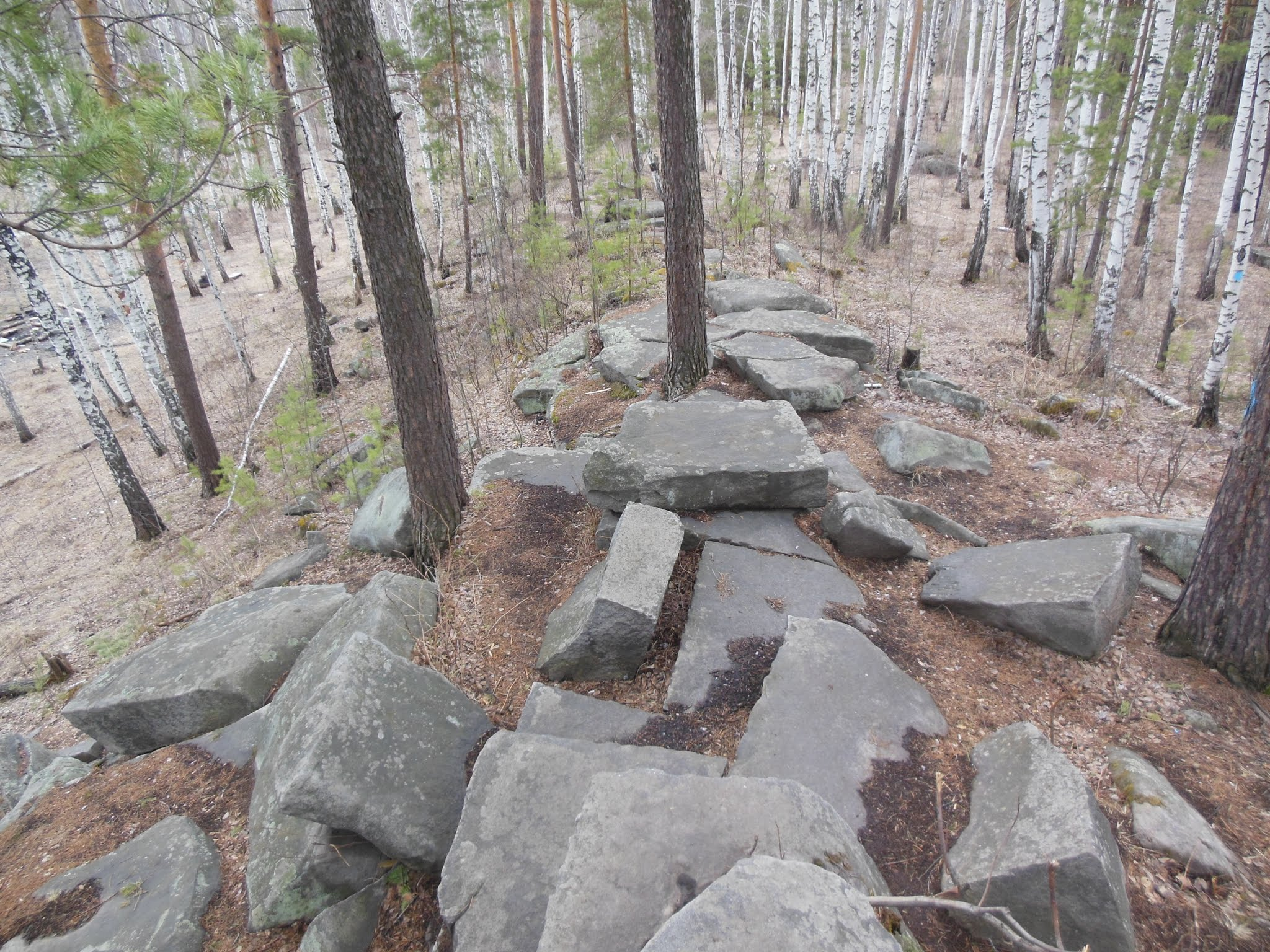
Rozpadlá část kamenné řady
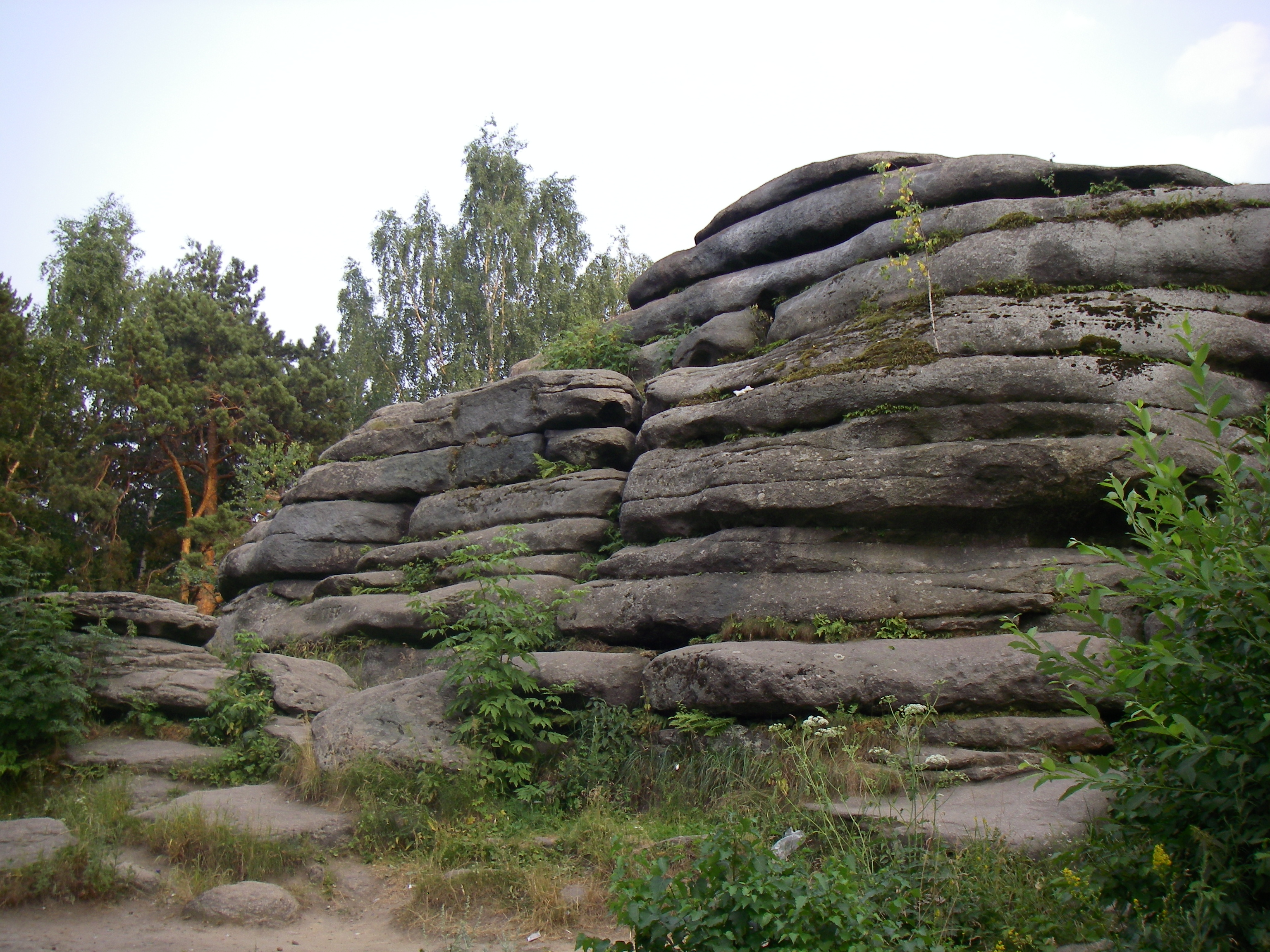
Detail skalní stěny
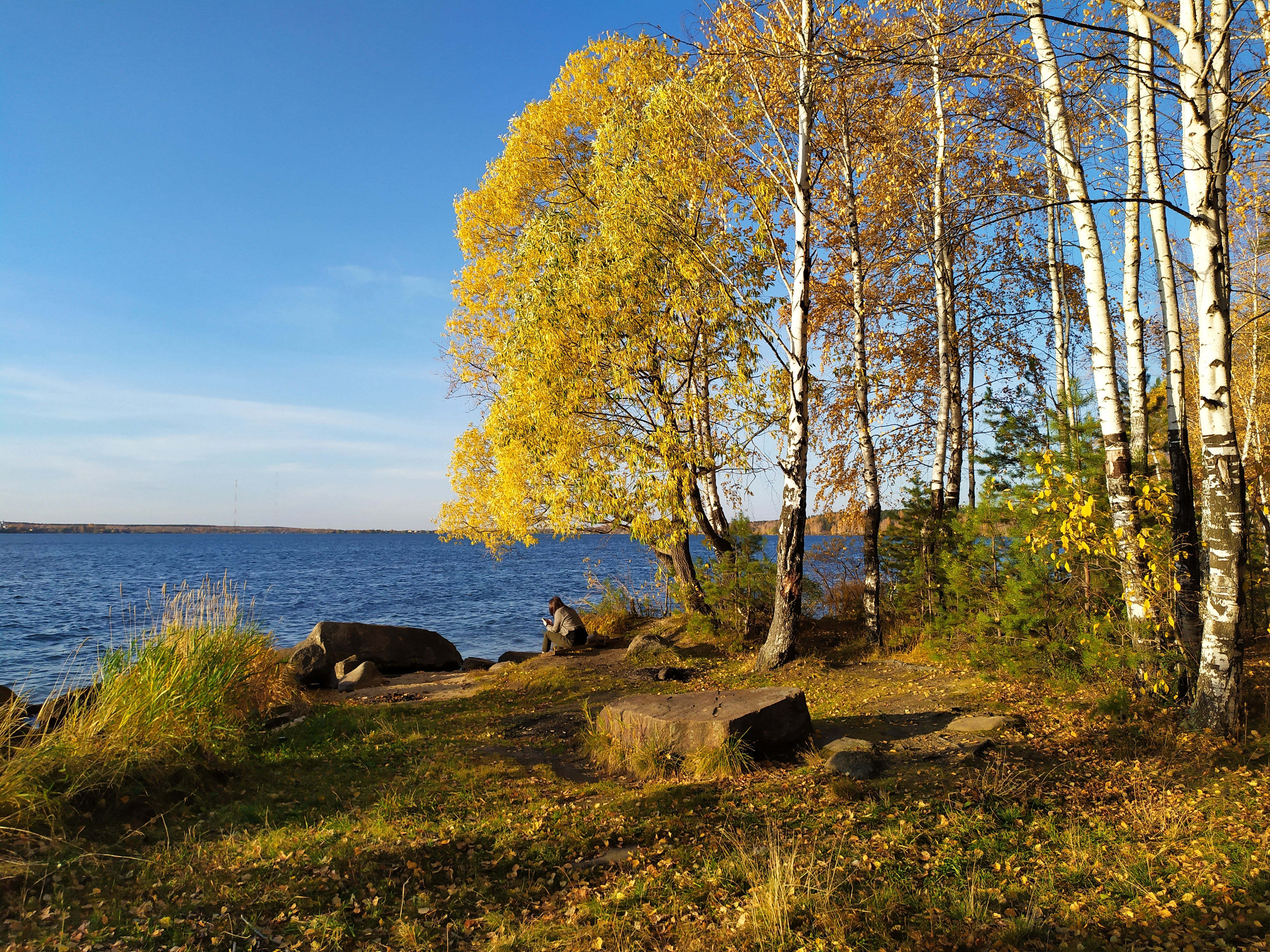
Okraj lesoparku u jezera Šartaš